# Lista de pessoas indiciadas no Tribunal Penal Internacional para a ex-Iugoslávia
Um total de 161 pessoas foram indiciadas no Tribunal Penal Internacional para a ex-Iugoslávia (TPIJ).  Desde a detenção de Goran Hadžić, em 20 de julho de 2011, não há mais indiciados em liberdade.  Este artigo os lista juntamente com sua lealdade, detalhes das acusações contra eles e a resolução de seus casos. A lista inclui aqueles cujas acusações foram retiradas pelo TPIJ.
Dražen Erdemović, um croata bósnio que luta no contingente sérvio da Bósnia, e Franko Simatović, um croata étnico e oficial de alto escalão do Serviço de Segurança do Estado Iugoslavo, são os únicos indiciados nesta lista que cruzaram linhas religiosas e/ou étnicas. Biljana Plavšić é a única mulher indiciada pelo TPIJ.
O TPIJ anunciou um veredicto no seu último caso em curso em 22 de novembro de 2017: Ratko Mladić, condenado à prisão perpétua.  O Mecanismo Residual Internacional para Tribunais Criminais (IRMCT) concluiu o último procedimento de recurso em 31 de maio de 2023. Não há ensaios em andamento desde então.  13 réus foram transferidos para outros tribunais,  com 11 sendo condenados, um, Rahim Ademi, absolvido, e outro, Vladimir Kovačević, foi considerado mentalmente incapaz para ser julgado em 2004.
A lista contém 161 nomes. Destes, 94 são sérvios, 29 são croatas, 9 são albaneses, 9 são bósnios, 2 são macedônios e 2 são montenegrinos. Os outros são de etnia desconhecida ou as suas acusações foram retiradas. Há nesta lista 62 sérvios condenados, 18 croatas condenados, 5 bósnios condenados, 2 montenegrinos condenados, 1 macedônio condenado e 1 albanês condenado.

## Lista de indiciados
| Nome                                | Lealdade                          | Status                                  | Nome do Caso                          | Culpado por: | Culpado por: | Culpado por: | Culpado por: | Julgamento final                                                                       | Julgamento final                                    | Consequência | Link            |
| Nome                                | Lealdade                          | Status                                  | Nome do Caso                          | G            | C            | V            | CG           | Sentença                                                                               | Data                                                | Consequência | Link            |
| ----------------------------------- | --------------------------------- | --------------------------------------- | ------------------------------------- | ------------ | ------------ | ------------ | ------------ | -------------------------------------------------------------------------------------- | --------------------------------------------------- | --- | --------------- |
| Ratko Mladić                        | Republika Srpska                  | Sentenciado pelo IRMCT                  | Julgamento de Ratko Mladic            | Sim          | Sim          | Sim          |              | Prisão perpétua                                                                        | 8 de junho de 2021                                  | Cumprindo a pena. | MICT-13-56      |
| Radovan Karadžić                    | Republika Srpska                  | Sentenciado pelo IRMCT                  | Julgamento de Radovan Karadžić        | Sim          | Sim          | Sim          |              | Prisão perpétua                                                                        | 20 de março de 2019                                 | Cumprindo pena na Grã-Bretanha. | MICT-13-55      |
| Zlatko Aleksovski                   | República Croata da Herzeg-Bósnia | Sentenciado pelo TPIJ                   | Vale de Lašva                         |              |              | Sim          |              | 7 anos                                                                                 | 24 de março de 2000                                 | Libertado antecipadamente em 14 de novembro de 2001. | IT-95-14/1      |
| Tihomir Blaškić                     | República Croata da Herzeg-Bósnia | Sentenciado pelo TPIJ                   | Vale de Lašva                         |              |              | Sim          | Sim          | 9 anos                                                                                 | 29 de julho de 2004                                 | Libertado antecipadamente em 2 de agosto de 2004. | IT-95-14        |
| Miroslav Bralo                      | República Croata da Herzeg-Bósnia | Sentenciado pelo TPIJ                   | Vale de Lašva                         |              | Sim          | Sim          | Sim          | 20 anos                                                                                | 2 de abril de 2007                                  | Cumprindo pena na Suécia. | IT-95-17        |
| Anto Furundžija                     | República Croata da Herzeg-Bósnia | Sentenciado pelo TPIJ                   | Vale de Lašva                         |              |              | Sim          |              | 10 anos                                                                                | 21 de julho de 2000                                 | Libertado antecipadamente em 17 de agosto de 2004. | IT-95-17/1      |
| Dario Kordić                        | República Croata da Herzeg-Bósnia | Sentenciado pelo TPIJ                   | Vale de Lašva                         |              | Sim          | Sim          | Sim          | 25 anos                                                                                | 17 de dezembro de 2004                              | Libertado antecipadamente em 6 de junho de 2014. | IT-95-14/2      |
| Mario Čerkez                        | República Croata da Herzeg-Bósnia | Sentenciado pelo TPIJ                   | Vale de Lašva                         |              | Sim          |              |              | 6 anos                                                                                 | 17 de dezembro de 2004                              | Libertado em 2 de dezembro de 2004, depois de cumprir a pena. | IT-95-14/2      |
| Ivan Šantić                         | República Croata da Herzeg-Bósnia | Acusação retirada                       | Vale de Lašva                         |              |              |              |              |                                                                                        |                                                     | | IT-95-14/2      |
| Pero Skopljak                       | República Croata da Herzeg-Bósnia | Acusação retirada                       | Vale de Lašva                         |              |              |              |              |                                                                                        |                                                     | | IT-95-14/2      |
| Drago Josipović                     | República Croata da Herzeg-Bósnia | Sentenciado pelo TPIJ                   | Vale de Lašva                         |              | Sim          |              |              | 12 anos                                                                                | 23 de outubro de 2001                               | Libertado antecipadamente em 30 de janeiro de 2006. | IT-95-16        |
| Vladimir Šantić                     | República Croata da Herzeg-Bósnia | Sentenciado pelo TPIJ                   | Vale de Lašva                         |              | Sim          |              |              | 18 anos                                                                                | 23 de outubro de 2001                               | Libertado antecipadamente em 9 de fevereiro de 2009 | IT-95-16        |
| Zoran Kupreškić                     | República Croata da Herzeg-Bósnia | Absolvido                               | Vale de Lašva                         |              |              |              |              | Considerado inocente                                                                   | 23 de outubro de 2001                               | Libertado imediatamente. | IT-95-16        |
| Mirjan Kupreškić                    | República Croata da Herzeg-Bósnia | Absolvido                               | Vale de Lašva                         |              |              |              |              | Considerado inocente                                                                   | 23 de outubro de 2001                               | Libertado imediatamente. | IT-95-16        |
| Vlatko Kupreškić                    | República Croata da Herzeg-Bósnia | Absolvido                               | Vale de Lašva                         |              |              |              |              | Considerado inocente                                                                   | 23 de outubro de 2001                               | Libertado imediatamente. | IT-95-16        |
| Dragan Papić                        | República Croata da Herzeg-Bósnia | Absolvido                               | Vale de Lašva                         |              |              |              |              | Considerado inocente                                                                   | 14 de janeiro de 2000                               | Libertado imediatamente. | IT-95-16        |
| Stipo Alilović                      | República Croata da Herzeg-Bósnia | Morreu antes do julgamento              | Vale de Lašva                         |              |              |              |              |                                                                                        |                                                     | | IT-95-16        |
| Marinko Katava                      | República Croata da Herzeg-Bósnia | Acusação retirada                       | Vale de Lašva                         |              |              |              |              |                                                                                        |                                                     | Acusação retirada em 19 de dezembro de 1997. | IT-95-16        |
| Zoran Marinić                       | República Croata da Herzeg-Bósnia | Acusação retirada                       | Vale de Lašva                         |              |              |              |              |                                                                                        |                                                     | Acusação retirada em 2 de outubro de 2002. | IT-95-15        |
| Paško Ljubičić                      | República Croata da Herzeg-Bósnia | Transferido para os tribunais nacionais | Vale de Lašva                         |              |              |              |              |                                                                                        |                                                     | Caso remetido à Bósnia e Herzegovina. Condenado a 10 anos. | IT-00-41        |
| Jadranko Prlić                      | República Croata da Herzeg-Bósnia | Sentenciado pelo TPIJ                   |                                       |              | Sim          | Sim          | Sim          | 25 anos                                                                                | 29 novembro 2017                                    | Cumprindo pena na Grã-Bretanha. | IT-04-74        |
| Bruno Stojić                        | República Croata da Herzeg-Bósnia | Sentenciado pelo TPIJ                   |                                       | Sim          | Sim          | Sim          | 20 anos      | Cumprindo pena na Áustria.                                                             | 29 novembro 2017                                    | | IT-04-74        |
| Slobodan Praljak                    | República Croata da Herzeg-Bósnia | Sentenciado pelo TPIJ                   |                                       | Sim          | Sim          | Sim          | 20 anos      | Cometeu suicídio no tribunal em 29 de novembro de 2017 durante a sentença.             | 29 novembro 2017                                    | | IT-04-74        |
| Milivoj Petković                    | República Croata da Herzeg-Bósnia | Sentenciado pelo TPIJ                   |                                       | Sim          | Sim          | Sim          | 20 anos      |                                                                                        | 29 novembro 2017                                    | | IT-04-74        |
| Valentin Ćorić                      | República Croata da Herzeg-Bósnia | Sentenciado pelo TPIJ                   |                                       | Sim          | Sim          | Sim          | 16 anos      |                                                                                        | 29 novembro 2017                                    | | IT-04-74        |
| Berislav Pušić                      | República Croata da Herzeg-Bósnia | Sentenciado pelo TPIJ                   |                                       | Sim          | Sim          | Sim          | 10 anos      |                                                                                        | 29 novembro 2017                                    | | IT-04-74        |
| Mladen Naletilić Tuta               | República Croata da Herzeg-Bósnia | Sentenciado pelo TPIJ                   | Tuta e Štela                          |              | Sim          | Sim          | Sim          | 20 anos                                                                                | 3 de maio de 2006                                   | Libertado antecipadamente em 29 de novembro de 2012. | IT-98-34        |
| Vinko Martinović Štela              | República Croata da Herzeg-Bósnia | Sentenciado pelo TPIJ                   | Tuta e Štela                          |              | Sim          | Sim          | Sim          | 18 anos                                                                                | 3 de maio de 2006                                   | Libertado antecipadamente em 16 de dezembro de 2011. | IT-98-34        |
| Ivica Rajić                         | República Croata da Herzeg-Bósnia | Sentenciado pelo TPIJ                   | Stupni Do                             |              |              |              | Sim          | 12 anos (declarou-se culpado de graves violações das convenções de Genebra)            | 8 de maio de 2006                                   | Libertado antecipadamente em 22 de agosto de 2011. | IT-95-12        |
| Zdravko Mucić                       | República Croata da Herzeg-Bósnia | Sentenciado pelo TPIJ                   | Čelebići                              |              |              |              | Sim          | 9 anos                                                                                 | 8 de abril de 2003                                  | Libertado antecipadamente em 18 de julho de 2003. | IT-96-21        |
| Hazim Delić                         | República da Bósnia e Herzegovina | Sentenciado pelo TPIJ                   | Čelebići                              |              |              |              | Sim          | 18 anos                                                                                | 8 de abril de 2003                                  | Libertado antecipadamente em 24 de junho de 2008. | IT-96-21        |
| Esad Landžo                         | República da Bósnia e Herzegovina | Sentenciado pelo TPIJ                   | Čelebići                              |              |              |              | Sim          | 15 anos                                                                                | 8 de abril de 2003                                  | Libertado antecipadamente a partir de 2 de maio de 2006. | IT-96-21        |
| Zejnil Delalić                      | República da Bósnia e Herzegovina | Absolvido                               | Čelebići                              |              |              |              |              | Considerado inocente                                                                   | 20 de fevereiro de 2001                             | | IT-96-21        |
| Milan Babić                         | República Sérvia de Krajina       | Sentenciado pelo TPIJ                   | RSK                                   |              | Sim          |              |              | 13 anos (declarado culpado)                                                            | 18 de julho de 2005                                 | Suicidou-se na prisão em 5 de março de 2006. | IT-03-72        |
| Milan Martić                        | República Sérvia de Krajina       | Sentenciado pelo TPIJ                   | RSK                                   |              | Sim          | Sim          |              | 35 anos                                                                                | 8 de outubro de 2008                                | Cumprindo pena na Estônia. | IT-95-11        |
| Vidoje Blagojević                   | Republika Srpska                  | Sentenciado pelo TPIJ                   |                                       |              | Sim          | Sim          |              | 15 anos                                                                                | 9 de maio de 2007                                   | Libertado antecipadamente em vigor em 22 de dezembro de 2012. | IT-02-60        |
| Dragan Jokić                        | Republika Srpska                  | Sentenciado pelo TPIJ                   |                                       | Sim          | Sim          |              | 9 anos       | Libertado antecipadamente em 13 de janeiro de 2010.                                    | 9 de maio de 2007                                   | | IT-02-60        |
| Radoslav Brđanin                    | Republika Srpska                  | Sentenciado pelo TPIJ                   | Krajina                               |              | Sim          | Sim          | Sim          | 30 anos                                                                                | 3 de abril de 2007                                  | Liberação antecipada em 3 de setembro de 2022 por motivos médicos. Morreu em 7 de setembro de 2022. | IT-99-36        |
| Momir Talić                         | Republika Srpska                  | Morreu durante o julgamento             | Krajina                               |              |              |              |              |                                                                                        |                                                     | Faleceu em 28 de maio de 2003. O processo foi encerrado em 12 de junho de 2003. | IT-99-36/1      |
| Ranko Češić                         | Republika Srpska                  | Sentenciado pelo TPIJ                   | Brčko                                 |              | Sim          | Sim          |              | 18 anos (declarou-se culpado de todas as acusações)                                    | 11 de março de 2004                                 | Liberação antecipada em vigor em 25 de maio de 2014. | IT-95-10/1      |
| Goran Jelisić                       | Republika Srpska                  | Sentenciado pelo TPIJ                   | Brčko                                 |              | Sim          | Sim          |              | 40 anos (declarado culpado)                                                            | 5 de julho de 2001                                  | Cumprindo pena na Itália. | IT-95-10        |
| Radislav Krstić                     | Republika Srpska                  | Sentenciado pelo TPIJ                   | Corpo de Exército de Srebrenica-Drina | Sim          | Sim          | Sim          |              | 35 anos                                                                                | 19 de abril de 2004                                 | Cumprindo pena na Polônia. | IT-98-33        |
| Rasim Delić                         | República da Bósnia e Herzegovina | Sentenciado pelo TPIJ                   |                                       |              |              | Sim          |              | 3 anos                                                                                 | 15 de setembro de 2008                              | Faleceu em 16 de abril de 2010, enquanto estava em liberdade provisória. A Câmara de Apelações encerrou o processo de apelação e anunciou que a sentença da Câmara de Primeira Instância deveria ser considerada definitiva. | IT-04-83        |
| Miroslav Deronjić                   | Republika Srpska                  | Sentenciado pelo TPIJ                   | Glogova                               |              | Sim          |              |              | 10 anos                                                                                | 20 de julho de 2005                                 | Morreu na prisão em 19 de maio de 2007 | IT-02-61        |
| Vlastimir Đorđević                  | República Federal da Iugoslávia   | Sentenciado pelo TPIJ                   | Kosovo                                |              | Sim          | Sim          |              | 18 anos                                                                                | 27 de janeiro de 2014                               | Cumprindo pena na Alemanha. | IT-05-87/1      |
| Dražen Erdemović                    | Republika Srpska                  | Sentenciado pelo TPIJ                   | Fazenda Pilica                        |              |              | Sim          |              | 5 anos (declarado culpado de assassinato como violação das leis ou costumes de guerra) | 5 de março de 1998                                  | Liberação antecipada em 13 de agosto de 1999. | IT-96-22        |
| Stanislav Galić                     | Republika Srpska                  | Sentenciado pelo TPIJ                   |                                       |              | Sim          | Sim          |              | Prisão perpétua                                                                        | 30 de novembro de 2006                              | Cumprindo pena na Alemanha. | IT-98-29        |
| Enver Hadžihasanović                | República da Bósnia e Herzegovina | Sentenciado pelo TPIJ                   | Bósnia Central                        |              |              | Sim          |              | 3+1⁄2 anos                                                                             | 22 de abril de 2008                                 | Libertado em 23 de abril de 2008 após cumprir sua sentença. | IT-01-47        |
| Amir Kubura                         | República da Bósnia e Herzegovina | Sentenciado pelo TPIJ                   | Bósnia Central                        |              |              | Sim          |              | 2 anos                                                                                 | 22 de abril de 2008                                 | Liberação antecipada em 11 de abril de 2006. | IT-01-47        |
| Mehmed Alagić                       | República da Bósnia e Herzegovina | Morreu durante o julgamento             | Bósnia Central                        |              |              |              |              |                                                                                        |                                                     | Faleceu em 7 de março de 2003. O processo foi encerrado em 21 de março de 2003. | IT-01-47        |
| Sefer Halilović                     | República da Bósnia e Herzegovina | Absolvido                               | Grabovica-Uzdol                       |              |              |              |              | Considerado inocente                                                                   | 16 de outubro de 2007                               | Libertado imediatamente. | IT-01-48        |
| Ramush Haradinaj                    | Exército de Libertação do Kosovo  | Absolvido                               |                                       |              |              |              |              | Considerado inocente                                                                   | 29 de novembro de 2012                              | Libertado imediatamente. | IT-04-84        |
| Idriz Balaj                         | Exército de Libertação do Kosovo  | Absolvido                               |                                       |              |              |              |              | Considerado inocente                                                                   | 29 de novembro de 2012                              | Libertado imediatamente. | IT-04-84        |
| Lahi Brahimaj                       | Exército de Libertação do Kosovo  | Sentenciado pelo TPIJ                   |                                       |              | Sim          |              | 6 anos       | 21 de julho de 2010                                                                    |                                                     | | IT-04-84        |
| Ljube Boškoski                      | República da Macedônia            | Absolvido                               |                                       |              |              |              |              | Considerado inocente                                                                   | 19 de maio de 2010                                  | | IT-04-82        |
| Johan Tarčulovski                   | República da Macedônia            | Sentenciado pelo TPIJ                   |                                       |              | Sim          |              | 12 anos      | Liberação antecipada em 8 de abril de 2013.                                            | 19 de maio de 2010                                  | | IT-04-82        |
| Dragoljub Kunarac                   | Republika Srpska                  | Sentenciado pelo TPIJ                   | Foča                                  |              | Sim          | Sim          |              | 28 anos                                                                                | 12 de junho de 2002                                 | Cumprindo pena na Alemanha. | IT-96-23 & 23/1 |
| Radomir Kovač                       | Republika Srpska                  | Sentenciado pelo TPIJ                   | Foča                                  |              | Sim          | Sim          |              | 20 anos                                                                                | 12 de junho de 2002                                 | Libertação antecipada em vigor em 30 de junho de 2013. | IT-96-23 & 23/1 |
| Zoran Vuković                       | Republika Srpska                  | Sentenciado pelo TPIJ                   | Foča                                  |              | Sim          | Sim          |              | 12 anos                                                                                | 12 de junho de 2002                                 | Libertação antecipada em 11 de março de 2008. | IT-96-23 & 23/1 |
| Milorad Krnojelac                   | Republika Srpska                  | Sentenciado pelo TPIJ                   | Foča                                  |              | Sim          | Sim          |              | 15 anos                                                                                | 17 de setembro de 2003                              | Libertação antecipada em 9 de julho de 2009. | IT-97-25        |
| Dragan Zelenović                    | Republika Srpska                  | Sentenciado pelo TPIJ                   | Foča                                  |              | Sim          | Sim          |              | 15 anos                                                                                | 31 de outubro de 2007                               | Libertação antecipada em vigor em 4 de setembro de 2015. | IT-96-23/2      |
| Janko Janjić                        | Republika Srpska                  | Morreu antes do julgamento              | Foča                                  |              |              |              |              |                                                                                        |                                                     | Acusação retirada em 20 de abril de 2001. | IT-96-23/2      |
| Dragan Gagović                      | Republika Srpska                  | Morreu antes do julgamento              | Foča                                  |              |              |              |              |                                                                                        |                                                     | Morreu em 1999. Acusação retirada em 30 de julho de 1999. | IT-96-23/2      |
| Gojko Janković                      | Republika Srpska                  | Transferido para tribunais nacionais    | Foča                                  |              |              |              |              |                                                                                        |                                                     | Transferido para o Tribunal Estadual da Bósnia e Herzegovina em 8 de dezembro de 2005. Condenado a 34 anos em 19 de novembro de 2007. | IT-96-23/2      |
| Radovan Stanković                   | Republika Srpska                  | Transferido para tribunais nacionais    | Foča                                  |              |              |              |              |                                                                                        |                                                     | Transferido para o Tribunal Estadual da Bósnia e Herzegovina em 29 de setembro de 2005. Condenado a 20 anos em 28 de março de 2007. | IT-96-23/2      |
| Mitar Rašević                       | Republika Srpska                  | Transferido para tribunais nacionais    | Foča                                  |              |              |              |              |                                                                                        |                                                     | Transferido para o Tribunal Estadual da Bósnia e Herzegovina em 3 de outubro de 2006. Condenado a 8+1⁄2 anos em 28 de fevereiro de 2008. | IT-97-25/1      |
| Savo Todović                        | Republika Srpska                  | Transferido para tribunais nacionais    | Foča                                  |              |              |              |              |                                                                                        |                                                     | Transferido para o Tribunal Estadual da Bósnia e Herzegovina em 3 de outubro de 2006. Condenado a 12+1⁄2 anos em 28 de fevereiro de 2008. | IT-97-25/1      |
| Miroslav Kvočka                     | Republika Srpska                  | Sentenciado pelo TPIJ                   | Omarska, Keraterm & Trnopolje         |              | Sim          | Sim          |              | 7 anos                                                                                 | 28 de fevereiro de 2005                             | Libertação antecipada em 30 de março de 2005. | IT-98-30/1      |
| Dragoljub Prcać                     | Republika Srpska                  | Sentenciado pelo TPIJ                   | Omarska, Keraterm & Trnopolje         |              | Sim          | Sim          |              | 5 anos                                                                                 | 28 de fevereiro de 2005                             | Libertação antecipada em 3 de março de 2005. | IT-98-30/1      |
| Mlađo Radić                         | Republika Srpska                  | Sentenciado pelo TPIJ                   | Omarska, Keraterm & Trnopolje         |              | Sim          | Sim          |              | 20 anos                                                                                | 28 de fevereiro de 2005                             | Libertação antecipada em vigor em 31 de dezembro de 2012. | IT-98-30/1      |
| Zoran Žigić                         | Republika Srpska                  | Sentenciado pelo TPIJ                   | Omarska, Keraterm & Trnopolje         |              | Sim          | Sim          |              | 25 anos                                                                                | 28 de fevereiro de 2005                             | Libertação antecipada em vigor em 16 de dezembro de 2014. | IT-98-30/1      |
| Milojica Kos                        | Republika Srpska                  | Sentenciado pelo TPIJ                   | Omarska, Keraterm & Trnopolje         |              | Sim          | Sim          |              | 6 anos                                                                                 | 2 de novembro de 2001                               | Libertação antecipada em 30 de julho de 2002. | IT-98-30/1      |
| Fatmir Limaj                        | Exército de Libertação do Kosovo  | Absolvido                               | Lapušnik                              |              |              |              |              | Considerado inocente                                                                   | 27 de setembro de 2007                              | Libertado imediatamente. | IT-03-66        |
| Isak Musliu                         | Exército de Libertação do Kosovo  | Absolvido                               | Lapušnik                              |              |              |              |              | Considerado inocente                                                                   | 27 de setembro de 2007                              | Libertado imediatamente. | IT-03-66        |
| Haradin Bala                        | Exército de Libertação do Kosovo  | Sentenciado pelo TPIJ                   | Lapušnik                              |              |              | Sim          |              | 13 anos                                                                                | 27 de setembro de 2007                              | Libertação antecipada em vigor em 31 de dezembro de 2012. | IT-03-66        |
| Agim Murtezi                        | Exército de Libertação do Kosovo  | Acusação retirada                       | Lapušnik                              |              |              |              |              |                                                                                        |                                                     | | IT-03-66        |
| Mitar Vasiljević                    | Republika Srpska                  | Sentenciado pelo TPIJ                   | Višegrad                              |              | Sim          | Sim          |              | 15 anos                                                                                | 25 de fevereiro de 2004                             | Libertação antecipada em 12 de março de 2010. | IT-98-32        |
| Milan Lukić                         | Republika Srpska                  | Sentenciado pelo TPIJ                   | Višegrad                              |              | Sim          | Sim          |              | Prisão perpétua                                                                        | 4 de dezembro de 2012                               | Cumprindo pena na Estônia. | IT-98-32/1      |
| Sredoje Lukić                       | Republika Srpska                  | Sentenciado pelo TPIJ                   | Višegrad                              |              | Sim          | Sim          |              | 27 anos                                                                                | 4 de dezembro de 2012                               | Cumprindo pena na Noruega. | IT-98-32/1      |
| Dragomir Milošević                  | Republika Srpska                  | Sentenciado pelo TPIJ                   | Sarajevo                              |              | Sim          | Sim          |              | 29 anos                                                                                | 12 de novembro de 2009                              | Cumprindo pena na Estônia. | IT-98-29/1      |
| Darko Mrđa                          | Republika Srpska                  | Sentenciado pelo TPIJ                   | Montanha Vlašić                       |              | Sim          | Sim          |              | 17 anos (declarado culpado de assassinato e atos desumanos)                            | 31 March 2004                                       | Libertação antecipada em 10 de outubro de 2013. | IT-02-59        |
| Slavko Dokmanović                   | República Sérvia de Krajina       | Morreu durante o julgamento             | Hospital de Vukovar                   |              |              |              |              |                                                                                        |                                                     | Morreu em 29 de junho de 1998 na Unidade de Detenção do TPIJ. | IT-95-13a       |
| Mile Mrkšić                         | República Sérvia de Krajina       | Sentenciado pelo TPIJ                   | Hospital de Vukovar                   |              |              | Sim          |              | 20 anos                                                                                | 5 de maio de 2009                                   | Morreu na prisão em Portugal em 16 de agosto de 2015. | IT-95-13/1      |
| Veselin Šljivančanin                | República Federal da Iugoslávia   | Sentenciado pelo TPIJ                   | Hospital de Vukovar                   |              |              | Sim          |              | 10 anos                                                                                | 5 de maio de 2009                                   | Libertação antecipada em 5 de julho de 2011. | IT-95-13/1      |
| Miroslav Radić                      | República Federal da Iugoslávia   | Absolvido                               | Hospital de Vukovar                   |              |              |              |              | Considerado inocente                                                                   | 27 de setembro de 2007                              | | IT-95-13/1      |
| Vojislav Šešelj                     | República Federal da Iugoslávia   | Sentenciado pelo IRMCT                  |                                       |              | Sim          |              |              | 10 anos                                                                                | 11 de abril de 2018                                 | A pena foi declarada cumprida tendo em conta o crédito pelo tempo que passou detido sob custódia do TPIJ enquanto aguardava julgamento. | MICT-16-99      |
| Dragan Nikolić                      | Republika Srpska                  | Sentenciado pelo TPIJ                   | Sušica                                |              | Sim          |              |              | 20 anos (declarou-se culpado de todas as acusações)                                    | 4 de fevereiro de 2005                              | Libertação antecipada em vigor em 20 de agosto de 2013. | IT-94-2         |
| Momir Nikolić                       | Republika Srpska                  | Sentenciado pelo TPIJ                   | Srebrenica                            |              | Sim          |              |              | 20 anos                                                                                | 8 de março de 2006                                  | Libertação antecipada a partir de 1º de julho de 2014. | IT-02-60/1      |
| Dragan Obrenović                    | Republika Srpska                  | Sentenciado pelo TPIJ                   | Srebrenica                            |              | Sim          |              |              | 17 anos                                                                                | 10 de dezembro de 2003                              | Libertação antecipada em 21 de setembro de 2011. | IT-02-60/2      |
| Vujadin Popović                     | Republika Srpska                  | Sentenciado pelo TPIJ                   | Srebrenica                            | Sim          | Sim          | Sim          |              | Prisão perpétua                                                                        | 30 de janeiro de 2015                               | Cumprindo pena na Alemanha. | IT-05-88        |
| Ljubiša Beara                       | Republika Srpska                  | Sentenciado pelo TPIJ                   | Srebrenica                            | Sim          | Sim          | Sim          |              | Prisão perpétua                                                                        | 30 de janeiro de 2015                               | Morreu na prisão em 8 de fevereiro de 2017. | IT-05-88        |
| Drago Nikolić                       | Republika Srpska                  | Sentenciado pelo TPIJ                   | Srebrenica                            | Sim          | Sim          | Sim          |              | 35 anos                                                                                | 30 de janeiro de 2015                               | Morreu em 11 de outubro de 2015, enquanto estava em liberdade provisória. | IT-05-88        |
| Radivoje Miletić                    | Republika Srpska                  | Sentenciado pelo TPIJ                   | Srebrenica                            |              | Sim          | Sim          |              | 18 anos                                                                                | 30 de janeiro de 2015                               | Cumprindo pena na Finlândia. | IT-05-88        |
| Vinko Pandurević                    | Republika Srpska                  | Sentenciado pelo TPIJ                   | Srebrenica                            |              | Sim          | Sim          |              | 13 anos                                                                                | 30 de janeiro de 2015                               | Liberação antecipada em 9 de abril de 2015. | IT-05-88        |
| Ljubomir Borovčanin                 | Republika Srpska                  | Sentenciado pelo TPIJ                   | Srebrenica                            |              | Sim          | Sim          |              | 17 anos                                                                                | 10 de junho de 2010                                 | Liberação antecipada a partir de 1º de agosto de 2016. | IT-05-88        |
| Milan Gvero                         | Republika Srpska                  | Sentenciado pelo TPIJ                   | Srebrenica                            |              | Sim          |              |              | 5 anos                                                                                 | 10 de junho de 2010                                 | Liberação antecipada em 28 de junho de 2010. Faleceu em 17 de fevereiro de 2013 durante o processo de apelação. | IT-05-88        |
| Zdravko Tolimir                     | Republika Srpska                  | Sentenciado pelo TPIJ                   | Srebrenica                            | Sim          | Sim          | Sim          |              | Prisão perpétua                                                                        | 8 de abril de 2015                                  | Morreu em 8 de fevereiro de 2016 enquanto aguardava transferência para a prisão. | IT-05-88/2      |
| Milorad Trbić                       | Republika Srpska                  | Transferido para tribunais nacionais    | Srebrenica                            |              |              |              |              |                                                                                        |                                                     | Transferido para o Tribunal Estadual da Bósnia e Herzegovina em 11 de junho de 2007. Condenado a 30 anos. | IT-05-88/1      |
| Milan Milutinović                   | República Federal da Iugoslávia   | Absolvido                               |                                       |              |              |              |              | Considerado inocente                                                                   | 26 de fevereiro de 2009                             | | IT-05-87        |
| Dragoljub Ojdanić                   | República Federal da Iugoslávia   | Sentenciado pelo TPIJ                   |                                       | Sim          |              |              | 15 anos      | Libertado antecipadamente em 10 de julho de 2013.                                      | 26 de fevereiro de 2009                             | | IT-05-87        |
| Nikola Šainović                     | República Federal da Iugoslávia   | Sentenciado pelo TPIJ                   |                                       | Sim          | Sim          |              | 18 anos      | 23 de janeiro de 2014                                                                  | Libertado antecipadamente em 10 de julho de 2015.   | | IT-05-87        |
| Nebojša Pavković                    | República Federal da Iugoslávia   | Sentenciado pelo TPIJ                   |                                       | Sim          | Sim          |              | 22 anos      | 23 de janeiro de 2014                                                                  | Cumprindo pena na Finlândia.                        | | IT-05-87        |
| Vladimir Lazarević                  | República Federal da Iugoslávia   | Sentenciado pelo TPIJ                   |                                       | Sim          |              |              | 14 anos      | 23 de janeiro de 2014                                                                  | Libertado antecipadamente em 7 de setembro de 2015. | | IT-05-87        |
| Sreten Lukić                        | República Federal da Iugoslávia   | Sentenciado pelo TPIJ                   |                                       | Sim          | Sim          |              | 20 anos      | 23 de janeiro de 2014                                                                  | Libertado antecipadamente em 10 de outubro de 2021. | | IT-05-87        |
| Duško Sikirica                      | Republika Srpska                  | Sentenciado pelo TPIJ                   | Keraterm                              |              | Sim          |              |              | 15 anos (declarado culpado)                                                            | 13 de novembro de de 2001                           | Libertado antecipadamente em 21 de junho de 2010. | IT-95-8         |
| Damir Došen                         | Republika Srpska                  | Sentenciado pelo TPIJ                   | Keraterm                              |              | Sim          |              |              | 5 anos (declarado culpado)                                                             | 13 de novembro de de 2001                           | Libertado antecipadamente em 28 de fevereiro de 2003. | IT-95-8         |
| Dragan Kolundžija                   | Republika Srpska                  | Sentenciado pelo TPIJ                   | Keraterm                              |              | Sim          |              |              | 3 anos (declarado culpado)                                                             | 13 de novembro de de 2001                           | Libertado antecipadamente em 5 de dezembro de 2001. | IT-95-8         |
| Nedjeljko Timarac                   | Republika Srpska                  | Acusação retirada                       | Keraterm                              |              |              |              |              |                                                                                        |                                                     | Acusação retirada em 5 de maio de 1998. | IT-95-8         |
| Goran Gajić                         | Republika Srpska                  | Acusação retirada                       | Keraterm                              |              |              |              |              |                                                                                        |                                                     | Acusação retirada em 5 de maio de 1998. | IT-95-8         |
| Dragan Kondić                       | Republika Srpska                  | Acusação retirada                       | Keraterm                              |              |              |              |              |                                                                                        |                                                     | Acusação retirada em 5 de maio de 1998. | IT-95-8         |
| Dragomir Šaponja                    | Republika Srpska                  | Acusação retirada                       | Keraterm                              |              |              |              |              |                                                                                        |                                                     | Acusação retirada em 5 de maio de 1998. | IT-95-8         |
| Nikica Janjić                       | Republika Srpska                  | Morreu antes do julgamento              | Keraterm                              |              |              |              |              |                                                                                        |                                                     | A acusação contra Janjić foi retirada após a sua morte. | IT-95-8         |
| Milan Simić                         | Republika Srpska                  | Sentenciado pelo TPIJ                   | Bosanski Šamac                        |              | Sim          |              |              | 5 anos (declarou-se culpado de tortura)                                                | 17 de outubro de 2002                               | Libertado antecipadamente a partir de 3 de novembro de 2003. | IT-95-9/2       |
| Stevan Todorović                    | Republika Srpska                  | Sentenciado pelo TPIJ                   | Bosanski Šamac                        |              | Sim          |              |              | 10 anos (declarado culpado)                                                            | 31 de julho de 2001                                 | Libertado antecipadamente em 22 de junho de 2005. Morreu em 3 de setembro de 2006. | IT-95-9/1       |
| Blagoje Simić                       | Republika Srpska                  | Sentenciado pelo TPIJ                   | Bosanski Šamac                        |              | Sim          |              |              | 15 anos                                                                                | 28 de novembro de 2006                              | Libertado antecipadamente em vigor em 16 de março de 2011. | IT-95-9         |
| Miroslav Radić                      | Republika Srpska                  | Sentenciado pelo TPIJ                   | Bosanski Šamac                        |              | Sim          |              |              | 8 anos                                                                                 | 17 de outubro de 2003                               | Libertado antecipadamente a partir de 4 de novembro de 2004. | IT-95-9         |
| Simo Zarić                          | Republika Srpska                  | Sentenciado pelo TPIJ                   | Bosanski Šamac                        |              | Sim          |              |              | 6 anos                                                                                 | 17 de outubro de 2003                               | Libertado antecipadamente em vigor em 28 de janeiro de 2004. | IT-95-9         |
| Slobodan Miljković                  | Republika Srpska                  | Morreu antes do julgamento              | Bosanski Šamac                        |              |              |              |              |                                                                                        |                                                     | Morreu em 8 de agosto de 1998. Acusação retirada em 8 de agosto de 1998. | IT-95-9         |
| Biljana Plavšić                     | Republika Srpska                  | Sentenciado pelo TPIJ                   | Bósnia e Herzegovina                  |              | Sim          |              |              | 11 anos (declarado culpado)                                                            | 27 de fevereiro de 2003                             | Libertado antecipadamente em vigor em 27 de outubro de 2009. | IT-00-39 & 40/1 |
| Momčilo Krajišnik                   | Republika Srpska                  | Sentenciado pelo TPIJ                   | Bósnia e Herzegovina                  |              | Sim          |              |              | 20 anos                                                                                | 17 de março de 2009                                 | Libertado antecipadamente em vigor em 30 de agosto de 2013. | IT-00-39        |
| Mićo Stanišić                       | Republika Srpska                  | Sentenciado pelo TPIJ                   | Bósnia e Herzegovina                  |              | Sim          | Sim          |              | 22 anos                                                                                | 30 de junho de 2016                                 | Cumprindo pena na Polônia. | IT-08-91        |
| Stojan Župljanin                    | Republika Srpska                  | Sentenciado pelo TPIJ                   | Bósnia e Herzegovina                  |              | Sim          | Sim          |              | 22 anos                                                                                | 30 de junho de 2016                                 | Cumprindo pena na Polônia. | IT-08-91        |
| Miodrag Jokić                       | República Federal da Iugoslávia   | Sentenciado pelo TPIJ                   | Dubrovnik                             |              |              | Sim          |              | 7 anos (declarou-se culpado de todas as acusações)                                     | 30 de agosto de 2005                                | Libertado antecipadamente em 1º de setembro de 2008. | IT-01-42/1      |
| Pavle Strugar                       | República Federal da Iugoslávia   | Sentenciado pelo TPIJ                   | Dubrovnik                             |              |              | Sim          |              | 8 anos                                                                                 | 17 de julho de 2008                                 | Libertado antecipadamente, a partir de 20 de fevereiro de 2009. | IT-01-42        |
| Milan Zec                           | República Federal da Iugoslávia   | Acusação retirada                       | Dubrovnik                             |              |              |              |              |                                                                                        |                                                     | Acusação retirada em 26 de julho de 2002. | IT-01-42        |
| Vladimir Kovačević                  | República Federal da Iugoslávia   | Transferido para tribunais nacionais    | Dubrovnik                             |              |              |              |              |                                                                                        |                                                     | Em 17 de Novembro de 2006, o caso foi remetido para a Sérvia. Kovačević foi acusado pela Sérvia, mas foi considerado inapto para julgamento devido a problemas de saúde. | IT-01-42/2      |
| Milomir Stakić                      | Republika Srpska                  | Sentenciado pelo TPIJ                   | Prijedor                              |              | Sim          | Sim          |              | 40 anos                                                                                | 22 de março de 2006                                 | Cumprindo pena na França. | IT-97-24        |
| Duško Tadić                         | Republika Srpska                  | Sentenciado pelo TPIJ                   | Prijedor                              |              | Sim          | Sim          | Sim          | 20 anos                                                                                | 26 de janeiro de 2000                               | Libertado antecipadamente em 17 de julho de 2008. | IT-94-1         |
| Goran Borovnica                     | Republika Srpska                  | Morreu antes do julgamento              | Prijedor                              |              |              |              |              |                                                                                        |                                                     | Desapareceu em 1995 e foi declarado oficialmente morto em 22 de novembro de 1996. A acusação foi retirada em abril de 2005. | IT-94-1         |
| Simo Drljača                        | Republika Srpska                  | Morreu antes do julgamento              | Prijedor                              |              |              |              |              |                                                                                        |                                                     | Morreu antes de ser transferido para o Tribunal. | IT-97-24        |
| Milan Kovačević                     | Republika Srpska                  | Morreu durante o julgamento             | Prijedor                              |              |              |              |              |                                                                                        |                                                     | Morreu em 1º de agosto de 1998 na Unidade de Detenção do TPIJ. O processo foi encerrado em 24 de agosto de 1998. | IT-97-24        |
| Ivan Čermak                         | República da Croácia              | Absolvido                               | Operação Tempestade                   |              |              |              |              | Considerado inocente                                                                   | 15 de abril de 2011                                 | | IT-06-90        |
| Ante Gotovina                       | República da Croácia              | Absolvido                               | Operação Tempestade                   |              |              |              |              | Considerado inocente                                                                   | 16 de novembro de 2012                              | | IT-06-90        |
| Mladen Markač                       | República da Croácia              | Absolvido                               | Operação Tempestade                   |              |              |              |              | Considerado inocente                                                                   | 16 de novembro de 2012                              | | IT-06-90        |
| Momčilo Perišić                     | República Federal da Iugoslávia   | Absolvido                               |                                       |              |              |              |              | Considerado inocente                                                                   | 28 de fevereiro de 2013                             | | IT-04-81        |
| Naser Orić                          | República da Bósnia e Herzegovina | Absolvido                               |                                       |              |              |              |              | Considerado inocente                                                                   | 3 de julho de 2008                                  | | IT-03-68        |
| Janko Bobetko                       | República da Croácia              | Morreu antes do julgamento              | Bolsão de Medak                       |              |              |              |              |                                                                                        |                                                     | Faleceu em 29 de abril de 2003. Processo encerrado em 24 de junho de 2003 | IT-02-62        |
| Rahim Ademi                         | República da Croácia              | Transferido para tribunais nacionais    | Bolsão de Medak                       |              |              |              |              |                                                                                        |                                                     | Transferido para a Croácia em 1 de Novembro de 2005. Absolvido de todas as acusações pelo Tribunal Distrital de Zagreb. | IT-04-78        |
| Mirko Norac                         | República da Croácia              | Transferido para tribunais nacionais    | Bolsão de Medak                       |              |              |              |              |                                                                                        |                                                     | Transferido para a Croácia em 1 de Novembro de 2005. Condenado pelo Tribunal Distrital de Zagreb a 7 anos. | IT-04-78        |
| Predrag Banović                     | Republika Srpska                  | Sentenciado pelo TPIJ                   | Omarska e Keraterm                    |              | Sim          |              |              | 8 anos (declarado culpado)                                                             | 28 de outubro de 2003                               | Libertado antecipadamente em 3 de setembro de 2008 | IT-02-65/1      |
| Željko Mejakić                      | Republika Srpska                  | Transferido para tribunais nacionais    | Omarska e Keraterm                    |              |              |              |              |                                                                                        |                                                     | Caso remetido à Bósnia e Herzegovina. Condenado a 21 anos. | IT-02-65        |
| Momčilo Gruban                      | Republika Srpska                  | Transferido para tribunais nacionais    | Omarska e Keraterm                    |              |              |              |              |                                                                                        |                                                     | Caso remetido à Bósnia e Herzegovina. Condenado a 7 anos. | IT-02-65        |
| Dušan Fuštar                        | Republika Srpska                  | Transferido para tribunais nacionais    | Omarska e Keraterm                    |              |              |              |              |                                                                                        |                                                     | Caso remetido à Bósnia e Herzegovina. Condenado a 9 anos. | IT-02-65        |
| Duško Knežević                      | Republika Srpska                  | Transferido para tribunais nacionais    | Omarska e Keraterm                    |              |              |              |              |                                                                                        |                                                     | Caso remetido à Bósnia e Herzegovina. Condenado a 31 anos. | IT-02-65        |
| Zdravko Govedarica                  | Republika Srpska                  | Acusação retirada                       | Omarska e Keraterm                    |              |              |              |              |                                                                                        |                                                     | Acusação retirada em 8 de maio de 1998. | IT-02-65        |
| Gruban (primeiro nome desconhecido) | Republika Srpska                  | Acusação retirada                       | Omarska e Keraterm                    |              |              |              |              |                                                                                        |                                                     | Acusação retirada em 8 de maio de 1998. | IT-02-65        |
| Predrag Kostić                      | Republika Srpska                  | Acusação retirada                       | Omarska e Keraterm                    |              |              |              |              |                                                                                        |                                                     | Acusação retirada em 8 de maio de 1998. | IT-02-65        |
| Nedjeljko Paspalj                   | Republika Srpska                  | Acusação retirada                       | Omarska e Keraterm                    |              |              |              |              |                                                                                        |                                                     | Acusação retirada em 8 de maio de 1998. | IT-02-65        |
| Milan Pavlić                        | Republika Srpska                  | Acusação retirada                       | Omarska e Keraterm                    |              |              |              |              |                                                                                        |                                                     | Acusação retirada em 8 de maio de 1998. | IT-02-65        |
| Milutin Popović                     | Republika Srpska                  | Acusação retirada                       | Omarska e Keraterm                    |              |              |              |              |                                                                                        |                                                     | Acusação retirada em 8 de maio de 1998. | IT-02-65        |
| Draženko Predojević                 | Republika Srpska                  | Acusação retirada                       | Omarska e Keraterm                    |              |              |              |              |                                                                                        |                                                     | Acusação retirada em 8 de maio de 1998. | IT-02-65        |
| Željko Savić                        | Republika Srpska                  | Acusação retirada                       | Omarska e Keraterm                    |              |              |              |              |                                                                                        |                                                     | Acusação retirada em 8 de maio de 1998. | IT-02-65        |
| Mirko Babić                         | Republika Srpska                  | Acusação retirada                       | Omarska e Keraterm                    |              |              |              |              |                                                                                        |                                                     | Acusação retirada em 8 de maio de 1998. | IT-02-65        |
| Nenad Banović                       | Republika Srpska                  | Acusação retirada                       | Omarska e Keraterm                    |              |              |              |              |                                                                                        |                                                     | Acusação retirada em 8 de maio de 1998. | IT-02-65        |
| Đorđe Đukić                         | Republika Srpska                  | Morreu durante o julgamento             |                                       |              |              |              |              |                                                                                        |                                                     | Libertado em 24 de abril de 1996 por motivos de saúde. Morreu em 18 de maio de 1996. | IT-96-20        |
| Željko "Arkan" Ražnatović           | República Federal da Iugoslávia   | Morreu antes do julgamento              |                                       |              |              |              |              |                                                                                        |                                                     | Morreu em Belgrado em janeiro de 2000. | IT-97-27        |
| Slobodan Milošević                  | República Federal da Iugoslávia   | Morreu durante o julgamento             | Kosovo, Croácia e Bósnia              |              |              |              |              |                                                                                        |                                                     | Faleceu em 11 de março de 2006. O processo foi encerrado em 14 de março de 2006. | IT-02-54        |
| Goran Hadžić                        | República Sérvia de Krajina       | Morreu durante o julgamento             |                                       |              |              |              |              |                                                                                        |                                                     | Declarado inapto para ser julgado em 24 de março de 2016 - o processo foi suspenso por tempo indeterminado até à sua morte em 12 de julho de 2016. O processo foi encerrado em 22 de julho de 2016. | IT-04-75        |
| Franko Simatović                    | República Federal da Iugoslávia   | Sentenciado pelo IRMCT                  |                                       |              | Sim          | Sim          |              | 15 anos                                                                                | 31 de maio de 2023                                  | Ambos foram absolvidos de todas as acusações por uma câmara de julgamento do TPIJ em 30 de maio de 2013. Em 15 de dezembro de 2015, a Câmara de Recursos do TPIJ ordenou que Stanišić e Simatović fossem julgados novamente em todas as acusações da acusação. No novo julgamento, ambos foram condenados a 12 anos cada. Após o recurso, a Câmara de Recursos do Mecanismo aumentou as penas para 15 anos cada. Simatović foi libertado em 29 de agosto de 2023 devido a uma grave deterioração da saúde. | MICT-15-96      |
| Jovica Stanišić                     | República Federal da Iugoslávia   | Sentenciado pelo IRMCT                  |                                       | Sim          | Sim          |              | 15 anos      |                                                                                        | 31 de maio de 2023                                  | Ambos foram absolvidos de todas as acusações por uma câmara de julgamento do TPIJ em 30 de maio de 2013. Em 15 de dezembro de 2015, a Câmara de Recursos do TPIJ ordenou que Stanišić e Simatović fossem julgados novamente em todas as acusações da acusação. No novo julgamento, ambos foram condenados a 12 anos cada. Após o recurso, a Câmara de Recursos do Mecanismo aumentou as penas para 15 anos cada. Simatović foi libertado em 29 de agosto de 2023 devido a uma grave deterioração da saúde. | MICT-15-96      |

### Externas
- ICTY official site: The Cases
- ICTY official site: Key Figures
- ICTY official site: Judgement List
- CRS Report for Congress: Balkan Cooperation on War Crimes, Julie Kim, Specialist in International Relations Foreign Affairs, Defense, and Trade Division, 14 January 2008